# 33-я улица — Росон-стрит (линия Флашинг, Ай-ар-ти)
|   |     |     |     |   |
| · | · л | · э | · л | · |

|   |     |     |     |   |
| · | · л | · э | · л | · |

«33-я улица — Росон-стрит» (англ. 33rd Street–Rawson Street) — станция Нью-Йоркского метрополитена, расположенная на линии Флашинг, Ай-ар-ти.  На станции останавливается маршрут 7 (круглосуточно). Станцию проходит без остановки маршрут <7> (в часы пик в пиковом направлении). Станция эстакадная, имеет три пути и две боковых платформы у боковых путей.
Станция имеет два выхода — на 33-ю и 34-ю улицы. Круглосуточно открыт только один из них — на 33-ю улицу. Между платформами существует бесплатный переход, который, как и выход на 34-ю улицу, работает не всегда. Если он закрыт, пассажирам приходится платить при входе в вестибюль соседней платформы.
В 1998 году часть названия — Rawson Street — была убрана. Изменения были отражены, как на табличках на станции, так и на картах метро. Решение о восстановлении этой исторической части названия было принято в 2004 году, и с тех пор оно постоянно используется.
До 1949 года часть IRT Flushing Line использовалась двумя компаниями — IRT и BMT, равно как и BMT Astoria Line. Некоторое время станция даже была разделена на две части, на одной из которых останавливались поезда IRT, на другой — BMT. Этот режим работы был характерен для всех станций «двойного использования».